# Ekonomisk stagnation
Ekonomisk stagnation är ett konjunkturläge med långvarigt tillstånd av recession, avsaknad av ekonomisk tillväxt.
En omdiskuterad stagnation ägde rum i västvärlden under 1970-talet, efter oljekrisen 1973. Eftersom många länder upplevde inflation samtidigt myntades begreppet stagflation. Även arbetslöshet förekom.